# Люблинский, Владимир Сергеевич
Владимир Сергеевич Люблинский (3(16) января 1903, Петербург, Петербургская губерния, Российская империя — 7 февраля 1968, там же, СССР) — советский историк-медиевист, книговед, палеограф, преподаватель.

## Биография
Родился 3(16) января 1903 года в Петербурге в семье купца. Учился в гимназии К. Мая. В период учёбы сотрудничал в гимназическом журнале и публиковал там свои стихи и прозу, а также статьи и рецензии. В 1922 году начал работать преподавателем истории и обществоведения в Стоюнинской гимназии и преподавал вплоть до 1925 года, одновременно с этим в 1922 году был принят на работу в Государственную публичную библиотеку и направлен в исторический отдел.
В конце 1927 года основал экскурсионное бюро ГПБ и в 1928 году возглавил данную службу. Главной его задачей было ориентирование новых читателей при записи при показе им все фонды библиотеки. С 1938 по 1940 год подготовил несколько аспирантов к сдаче экзаменов. Владея пятью иностранными языками с лёгкостью переводил зарубежные тексты, также готовил специалистов различных вузов Москвы и Ленинграда (ЛГУ, ЛИФЛИ, МГУ, МИФЛИ и прочих).
В 1941 году в связи с началом ВОВ был мобилизован в армию и участвовал в обороне Ленинграда, не оставляя при этом и библиотечных дел. Инспектор боевой подготовки жилой системы МПВО Куйбышевского района Ленинграда, а также помощник начальника штаба. Позже был демобилизован по состоянию здоровья, в апреле 1944 года вновь мобилизован, а месяц спустя демобилизован окончательно.
В 1947 году защитил кандидатскую диссертацию. После увольнения из ГПБ в 1949 году работал директором Лаборатории консервации и реставрации при АН СССР.
Скончался 7 февраля 1968 года в Ленинграде.

## Научные работы
Основные научные работы посвящены истории Западной Европы, истории книги и книгопечатания, а также вольтероведению. Автор свыше 100 книг и ряда научных работ, особо популярной стала книга «Наследие Вольтера в СССР».

## Память
В ноябре 2018 года в Российской национальной библиотеке прошла конференция «Вольтеровские чтения — 2018: памяти В. С. Люблинского».